# UFO: Aftershock
UFO: Aftershock est un jeu vidéo de tactique au tour par tour sur PC, développé par Altar Interactive et édité par Cenega (pl) en 2005.
Le jeu s'inspire plus particulièrement du premier jeu de la série, UFO: Enemy Unknown (1994), plutôt que de son prédécesseur direct, UFO: Aftermath.

## Synopsis
Le jeu se passe en 2054, soit 50 ans après les évènements de UFO: Aftermath, en supposant que les humains aient décidé de laisser les Réticuliens continuer leur projet vis-à-vis de la Biomasse. Pendant cinquante ans, une grande partie de l'humanité a vécu dans l'espace, dans une immense station spatiale nommée Laputa. Ignorant leur passé, et pour certains même leurs origines, un incident sur la station les obligent à quitter leur foyer et à renouer des liens avec leur passé, obscur.

## Déroulement du jeu
La mission du joueur est d'identifier, localiser et neutraliser la menace extraterrestre pour permettre à la Terre de se remettre de l'invasion et de se reconstruire.
Les territoires sont conquis au moyen de missions tactiques constituées d'une escouade de soldats recrutés et équipés par le joueur.
Les phases de combat se passent en temps réel, avec un système permettant d'ajuster ou de mettre en pause la vitesse d'avancement. Les phases de stratégies résident dans la gestion de son équipe, la recherche, le développement, la diplomatie, et la planification des attaques. Par contre, à l'opposé de ces prédécesseurs, il n'y a pas de phases d'interceptions aériennes.
Le jeu est notoirement bugé, et cela même après la mise à jour 1.2 qui résout les bug les plus importants.
Un patch 1.3 fait par des fans est disponible sur le site officiel du jeu.
Les développeurs ont réalisé une suite UFO: Afterlight, utilisant le même concept sur Mars.

## Accueil
| UFO: Aftershock       |      |        |
| Média                 | Pays | Notes  |
| Computer Gaming World | US   | 3/5    |
| Gamekult              | FR   | 6/10   |
| GameSpot              | US   | 4/10   |
| IGN                   | US   | 75 %   |
| Jeuxvideo.com         | FR   | 13/20  |
| Compilations de notes |      |        |
| Metacritic            | US   | 67 %   |
| GameRankings          | US   | 71,7 % |